# 阿什希爾 (密蘇里州)
阿什希爾（英語：Ash Hill）是位於美國密蘇里州巴特勒縣的非建制地區。

## 歷史
阿什希爾的郵局於1861年設立，其後於1894年停運。

## 地理
阿什希爾所處的海拔為高於海平面101米（即331英呎），而該地所採用的時區為UTC-6，即北美中部時區（CST）。同時該地設有夏令時間，為UTC-6調快一小時，即UTC-5（CDT）。